# 비올러 요셰프
비올러 요셰프(헝가리어: Viola József; 1949년 8월 18일, 코마롬-에스테르곰 주 ~ 1949년 8월 18일, 에밀리아-로마냐 주 볼로냐)는 주세페 비올라(이탈리아어: Giuseppe Viola)로도 알려진 헝가리의 축구로, 현역 시절 미드필더로 활약했다. 그는 이탈리아에서 활약한 것으로 잘 알려져 있고, 그의 후배들도 유벤투스의 주요 등번호를 사용했다. 그는 1920년에 헝가리와의 경기도 한 번 출전했다.

## 수상

### 클럽
유벤투스
- 세리에 A: 1925–26